# Gaius Iulius Philopappus

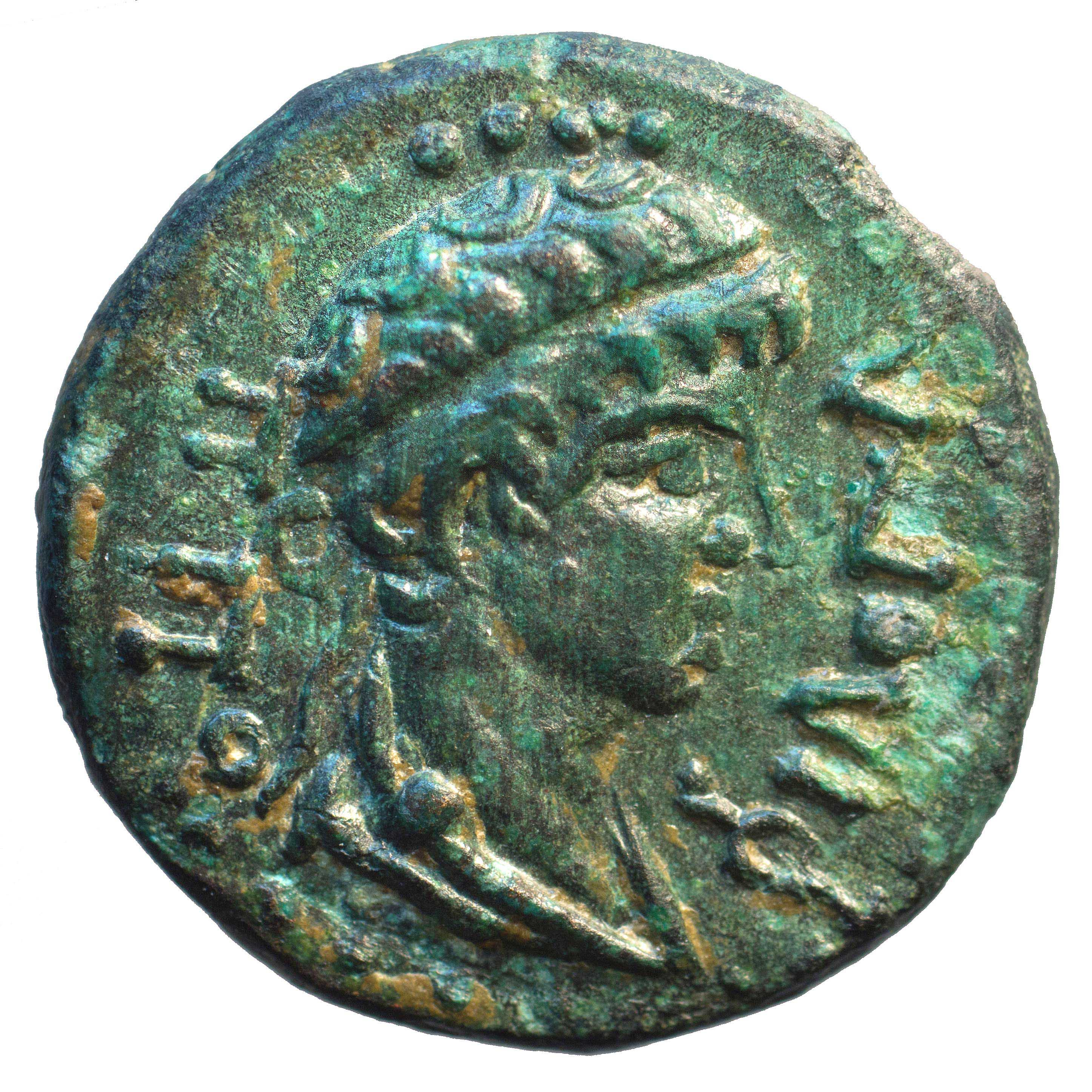
Bronzemünze des Philopappos aus Selinus-Kilikien-14mm

Gaius Iulius Antiochus Epiphanes Philopappus (* vor 72 in Besa; † nach 116) war ein römischer Senator und Euerget („Wohltäter“) der Stadt Athen des 1. und 2. Jahrhunderts n. Chr.
Philopappus („der seinen Großvater liebt“) stammte aus dem attischen Demos Besa und war ein kommagenischer Prinz – sein Großvater Antiochos IV. war der letzte König von Kommagene. Philopappus’ Vater Epiphanes und dessen Bruder Kallinikos führten ab 72 einen Bellum Commagenicum genannten Abwehrkampf gegen die römischen Truppen; trotzdem konnten sie nicht verhindern, dass Kommagene im Jahr 74 römische Provinz wurde. Kaiser Vespasian verzieh der Familie und brachte sie nach Rom, wo sie ein ehrenhaftes Leben führte. Philopappus hatte eine Schwester, Iulia Balbilla, die 130 als Hofpoetin Kaiser Hadrian nach Ägypten begleitete.

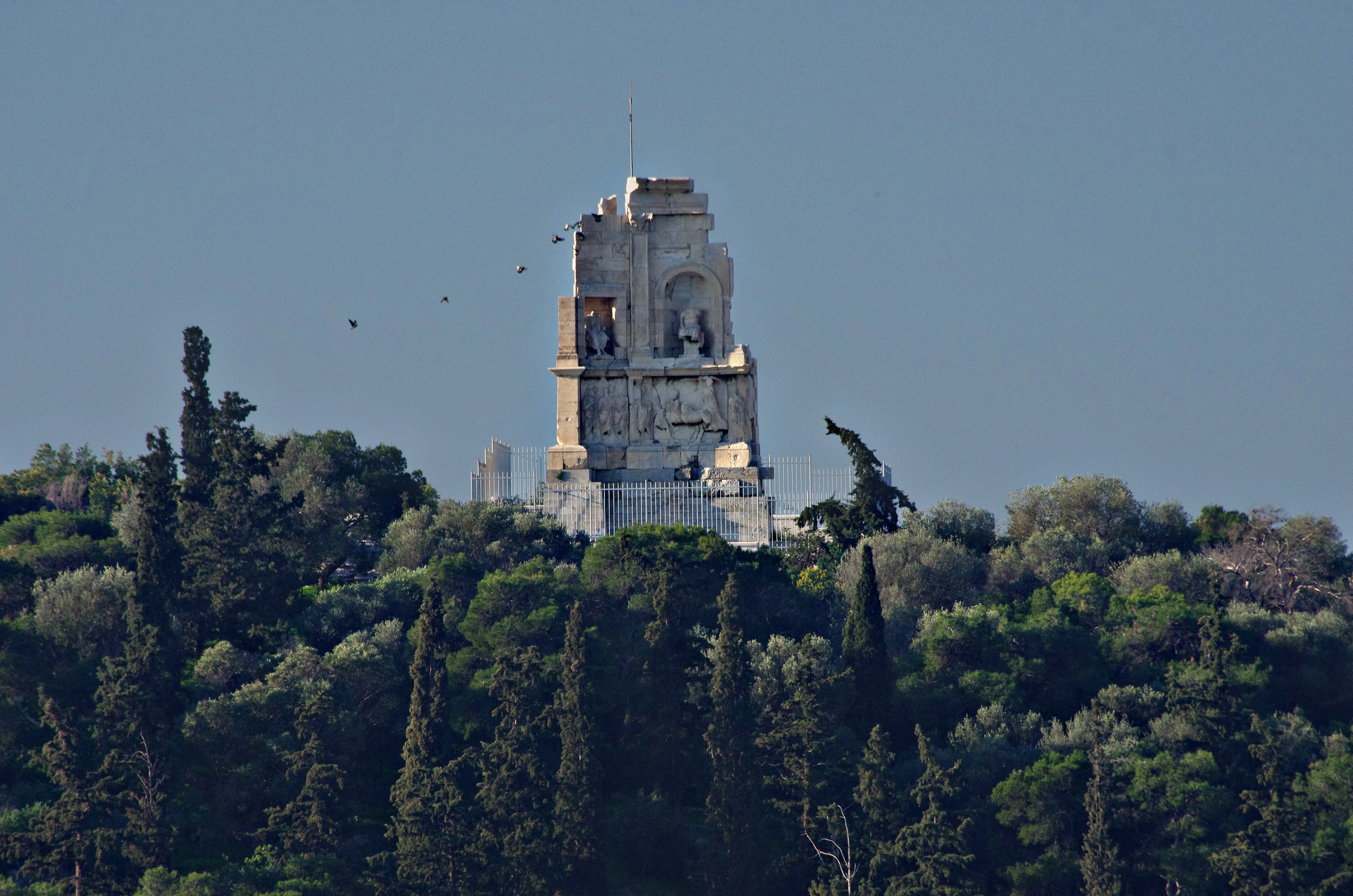
Mausoleum des Philopappus

Philopappus selbst war Titularkönig, Archon von Athen und Agonothetes (Wettkampfveranstalter) zwischen 75/76 und 87/88 und Arvalbruder. Unter Kaiser Trajan wurde Philopappus unter die Prätoren aufgenommen, so dass er im Jahr 109 das Suffektkonsulat bekleiden konnte.
Das einzige von ihm bisher erhaltene und gesicherte Porträt befindet sich auf einer kleinen Bronzemünze aus Selinus in Kilikien, die ihn als Kind zeigt und wahrscheinlich im Kommagenischen Krieg 72 geprägt wurde. Die Königsfamilie besaß dort vermutlich ein Landgut.
Die athenischen Bürger errichteten ihm als einem Wohltäter der Stadt Athen das Philopapposmonument auf dem heute nach ihm benannten Hügel.